# Valštejn
Valštejn je bývalá obec, vesnice a část města Město Albrechtice v okrese Bruntál. Nachází se asi 6,5 km na severozápad od Města Albrechtic.
Valštejn je také název katastrálního území o rozloze 5,85 km2. Valštejn leží i v katastrálním území Ztracená Voda o rozloze 2,06 km2. Obdobné vymezení jako část obce měla i původní obec.

## Poloha
Valštejn je položen ve dvou údolích Zlatohorské vrchoviny. V údolí Valštejnského potoka byla osada Ztracená voda. Ve východním údolí pravostranného přítoku bezejmenného potoka jsou osady Velký Valštejn a výše proti proudu Malý Valštejn. Nad západním údolím se vypíná hřeben s Jindřichovou vyhlídkou s nadmořskou výškou 797 m n. m. Mezi údolími je hřeben s vrcholem Na Valštejně (741 m n. m.) a východní hřeben s vrcholem Nad Kostelem (690 m n. m.).

## Historie
O Valštejnu je první písemná zmínka v roce 1618 jehož majitelem byl Jan Kryštof sv. p. z Valdštejna na Albrechticích. O osadě Malý Valštejn je písemná zpráva z roku 1692 a o Ztracené Vodě z roku 1645. Tyto osady od roku 1850 tvořily Valštejn a také církevní farnost. Původní obyvatelstvo bylo německé. Po druhé světové válce bylo německé obyvatelstvo odsunuto. V roce 1949 správou Valštejna byla pověřena obec Hynčice se kterou byla v roce 1951 sloučena. Od roku 1979 je součástí Města Albrechtice.

## Vývoj počtu obyvatel
Počet obyvatel Valštejna (Velkého i Malého, včetně Ztracené Vody) podle sčítání nebo jiných úředních záznamů:
| Rok            | 1869 | 1880 | 1890 | 1900 | 1910 | 1921 | 1930 | 1950 | 1961 | 1970 | 1980 | 1991 | 2001 |
| -------------- | ---- | ---- | ---- | ---- | ---- | ---- | ---- | ---- | ---- | ---- | ---- | ---- | ---- |
| Počet obyvatel | 895  | 847  | 717  | 657  | 580  | 542  | 509  | 44   | 130  | 64   | 46   | 29   | 37   |

1. ↑  z toho: Velký Valštejn 309, Malý Valštejn 58, Ztracená Voda 142
2. ↑  všichni Němci; z toho 500 řím. kat., 9 evang. (Velký Valštejn 3, Malý Valštejn 1, Ztracená Voda 5)
3. ↑  z toho: Valštejn 37, Ztracená Voda 0

Ve Valštejnu je evidováno 51 adres : 31 čísel popisných (trvalé objekty) a 20 čísel evidenčních (dočasné či rekreační objekty). Při sčítání lidu roku 2001 zde bylo napočítáno 30 domů (v místní části Ztracená Voda žádný), z toho 8 trvale obydlených.

## Památky
Ve Valštejně se nacházel kostel sv. Františka Xaverského postavený v letech 1793–1795. Kostel byl zbourán v roce 1984. Interiérové vybavení bylo z části převezeno do Slezského zemského muzea v Opavě. Boční oltář a varhany byly předány do Horních Domaslavic.
Mezi památky ve Valštejně patří:
- pomník obětem první světové války
- socha sv. Jana Nepomuckého
- fara z roku 1610
- kaple svatého Petra a Pavla v Malém Valštejně

## Galerie

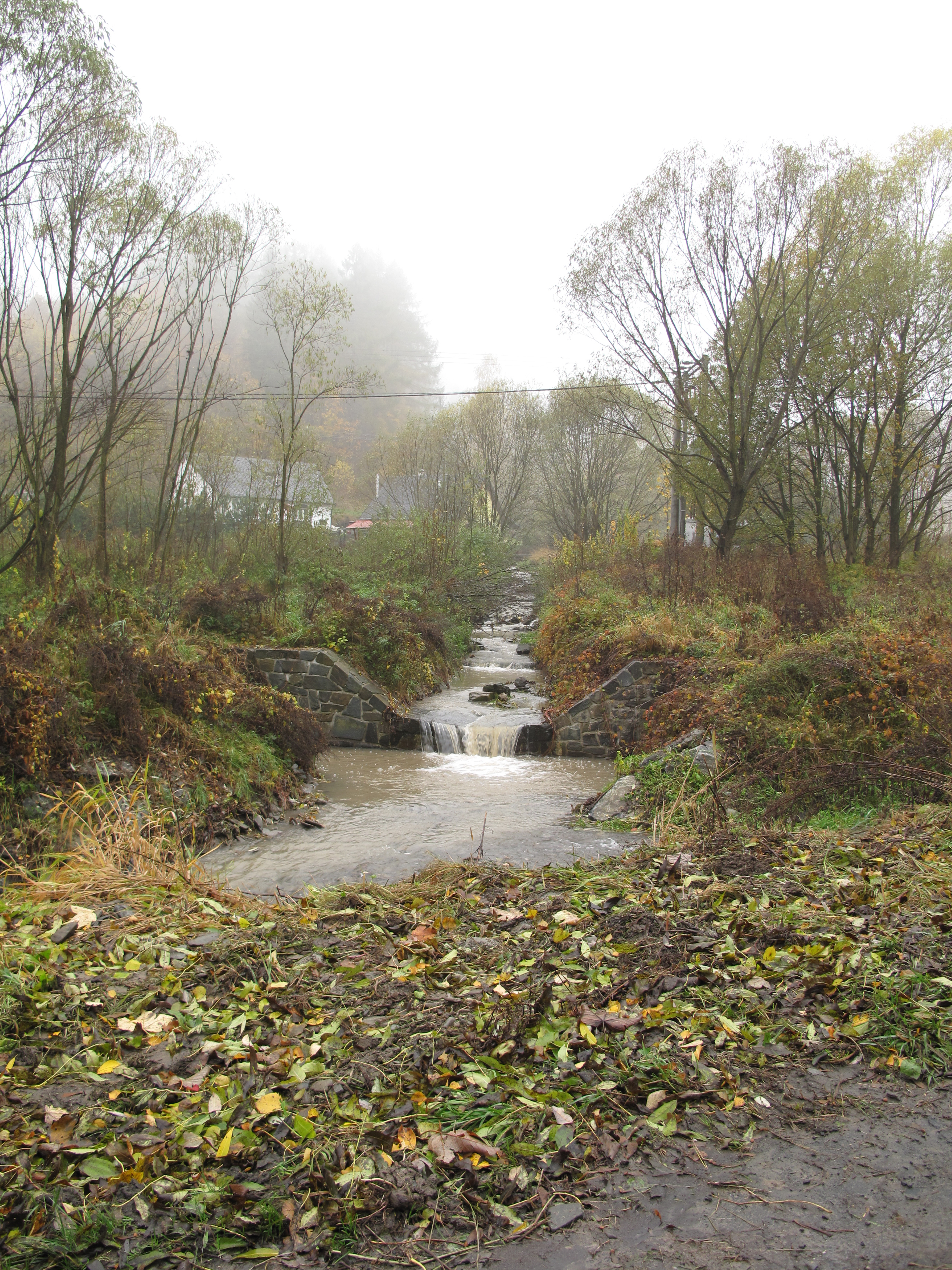
Potok
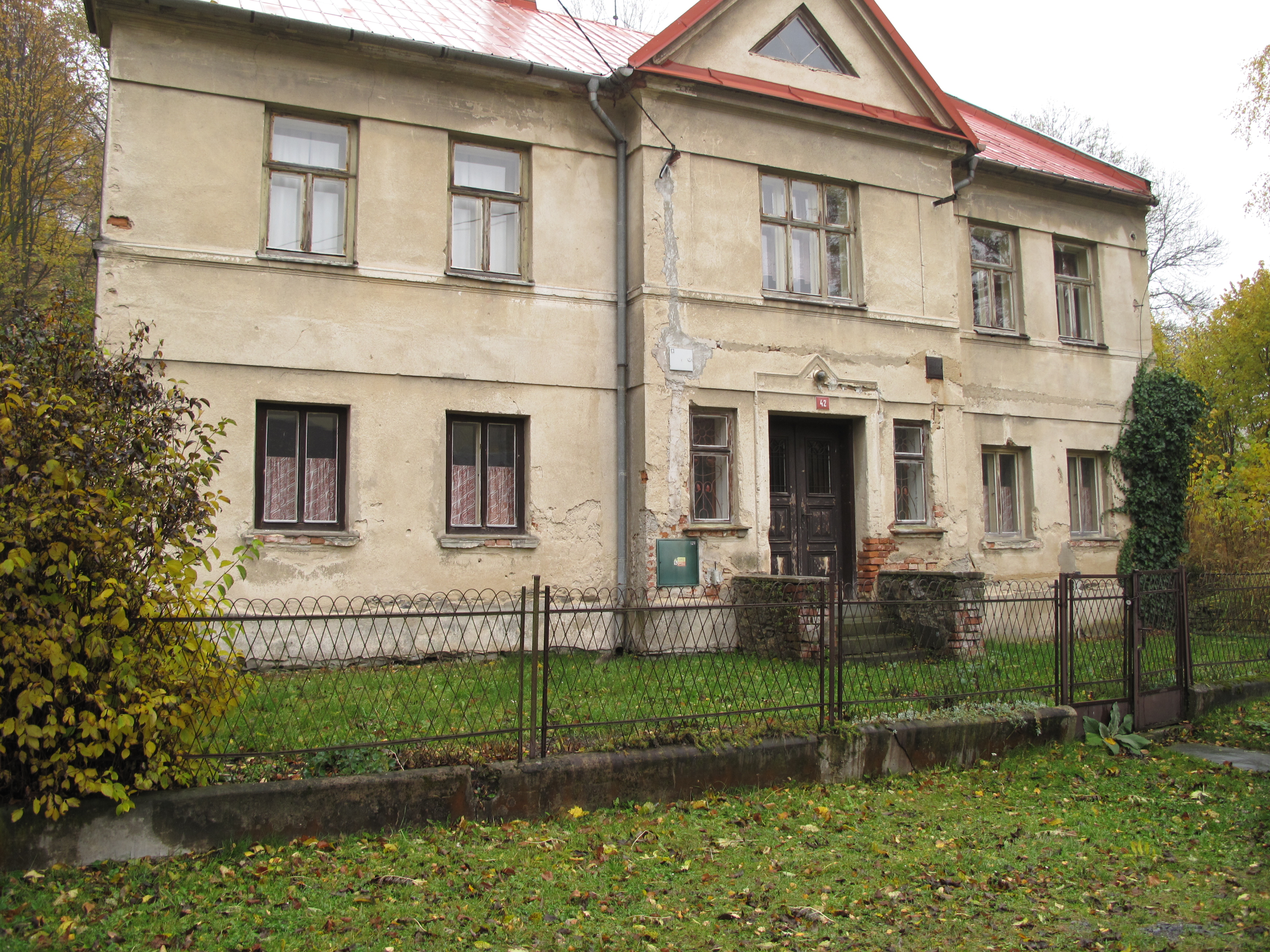
Bývalá fara
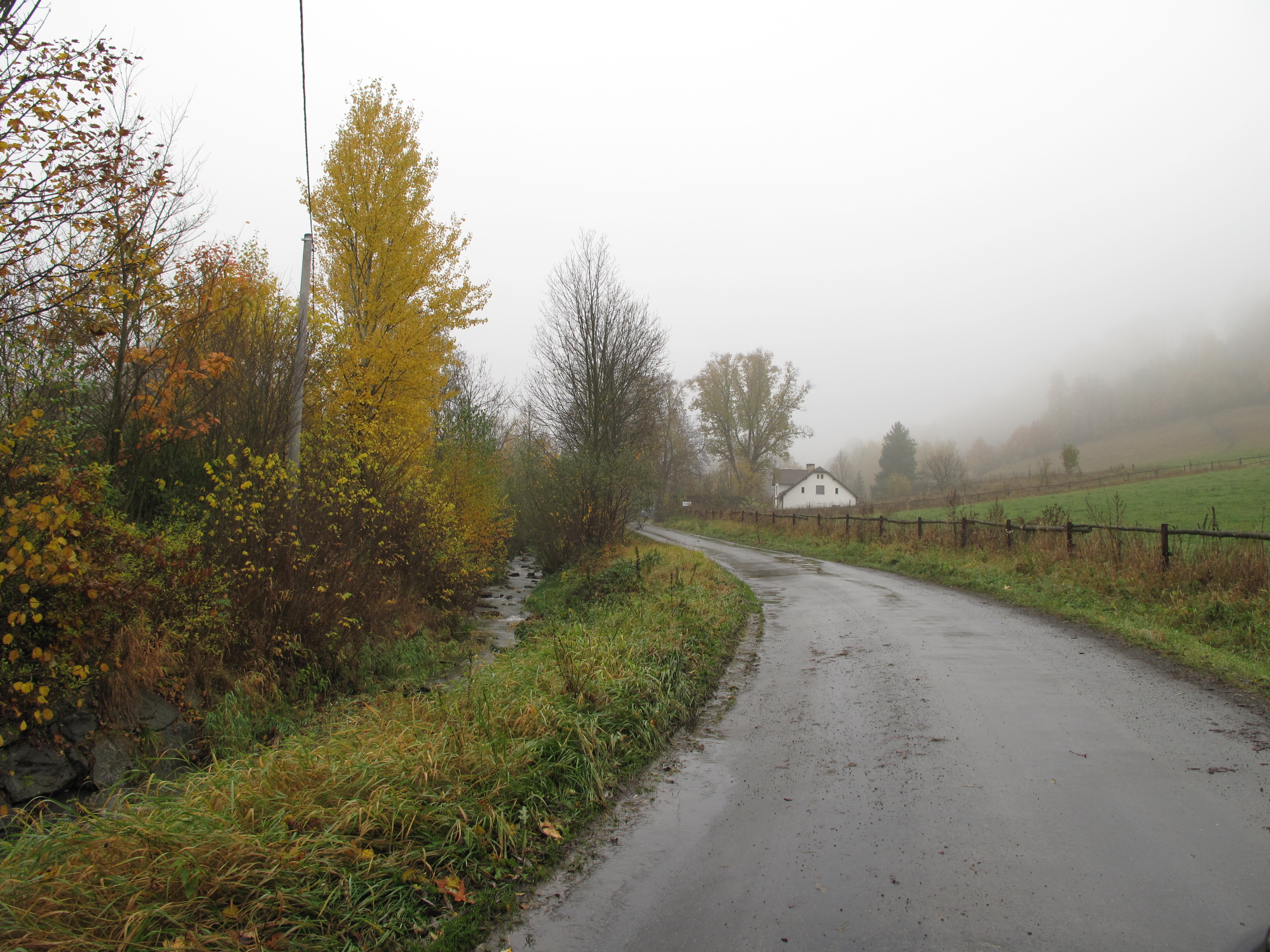
Příjezdová cesta
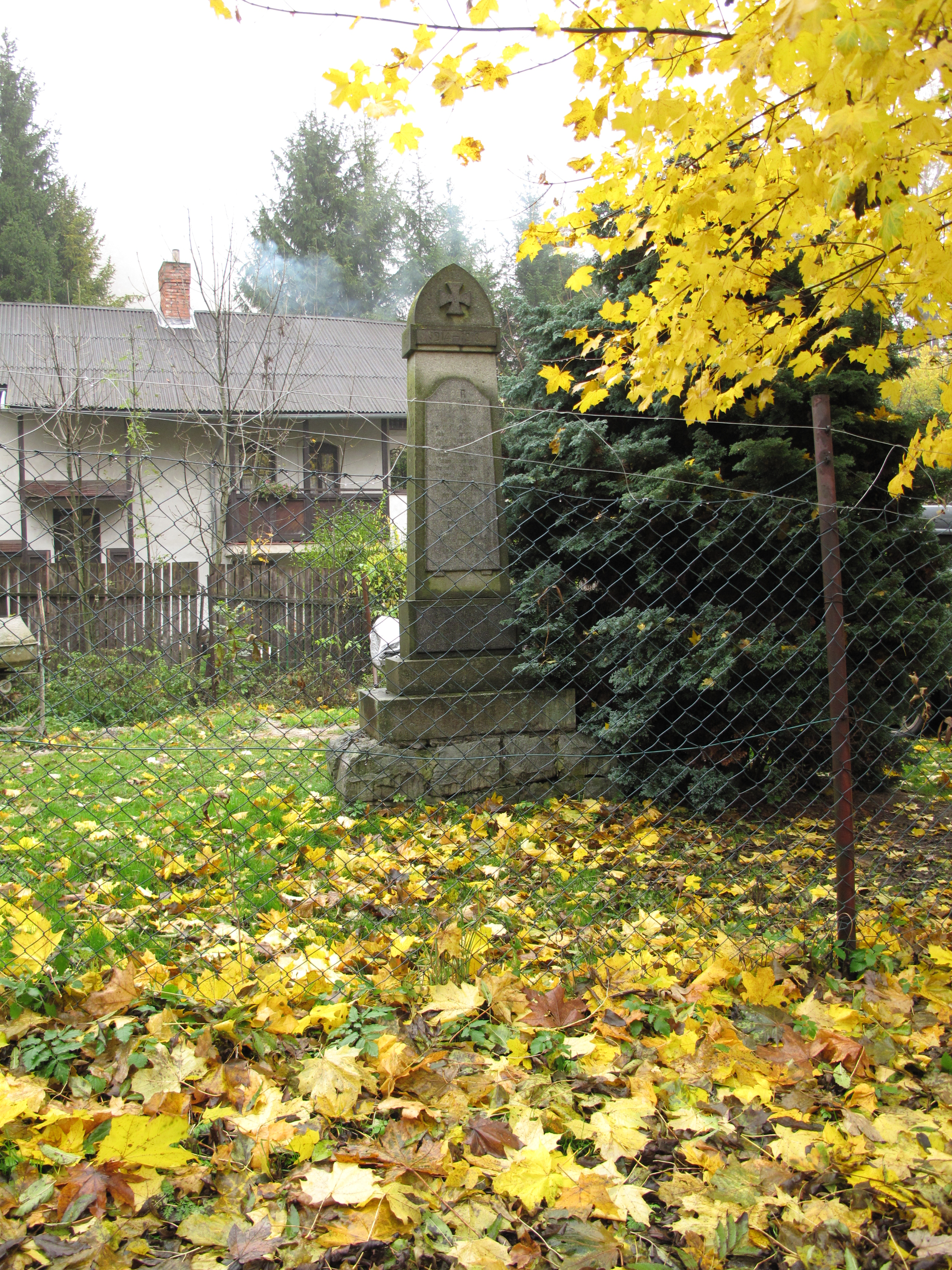
Pomník obětem první světové války
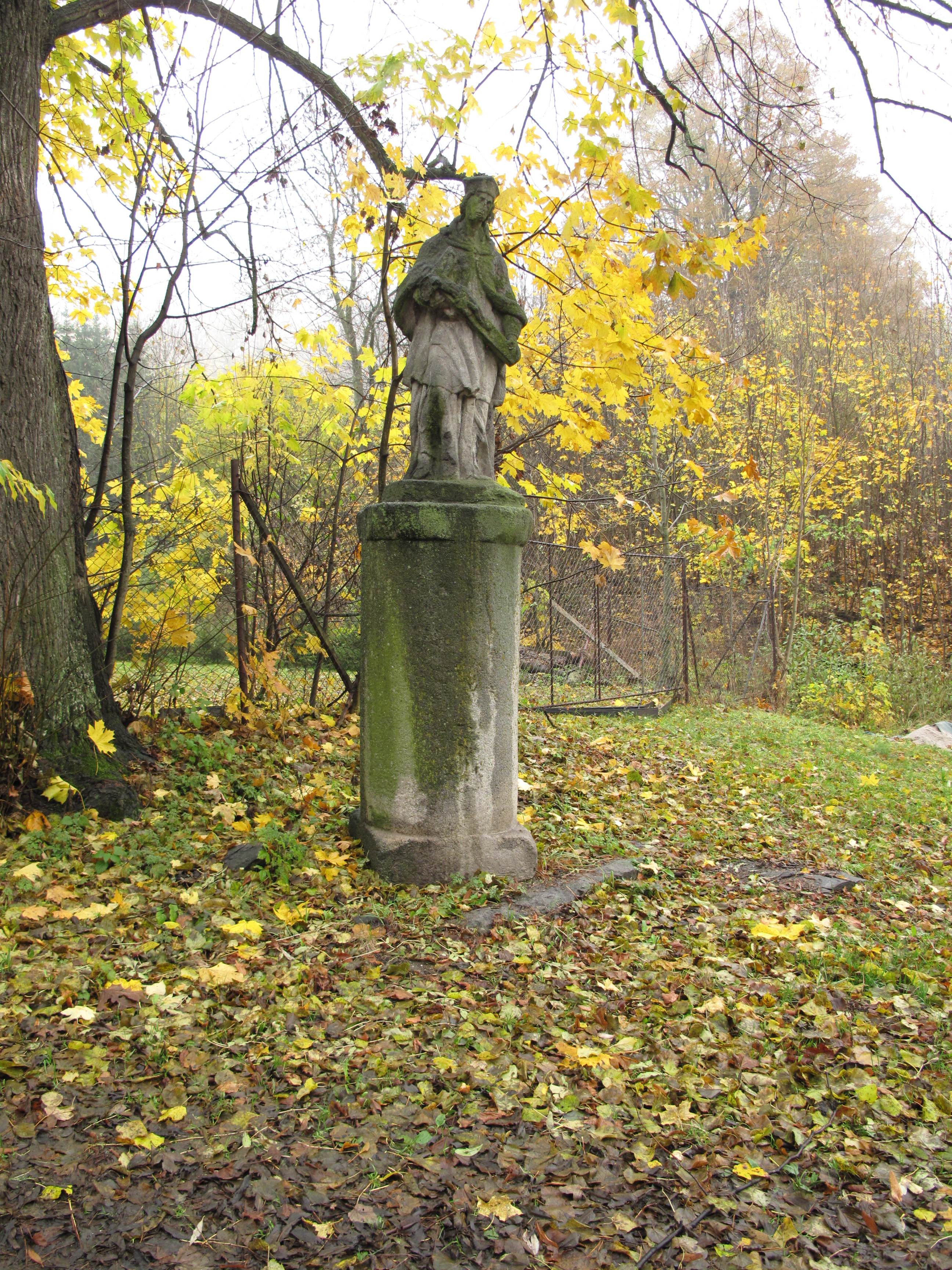
Socha sv. Jana Nepomuckého